# باچواتس
باچواتس (به صربی: Baćevac) یک روستا در صربستان است که در Barajevo واقع شده‌است. باچواتس ۱۵٫۷۱ کیلومتر مربع مساحت و ۱٬۹۴۲ نفر جمعیت دارد.